# Chronodistichon

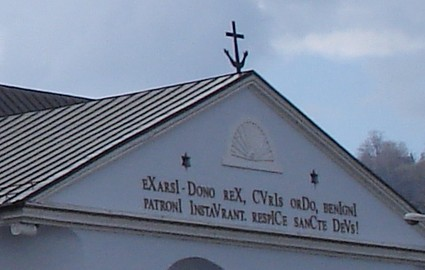
Chronodistichon an der Heiliggeistkirche in Požega in Kroatien (1831)

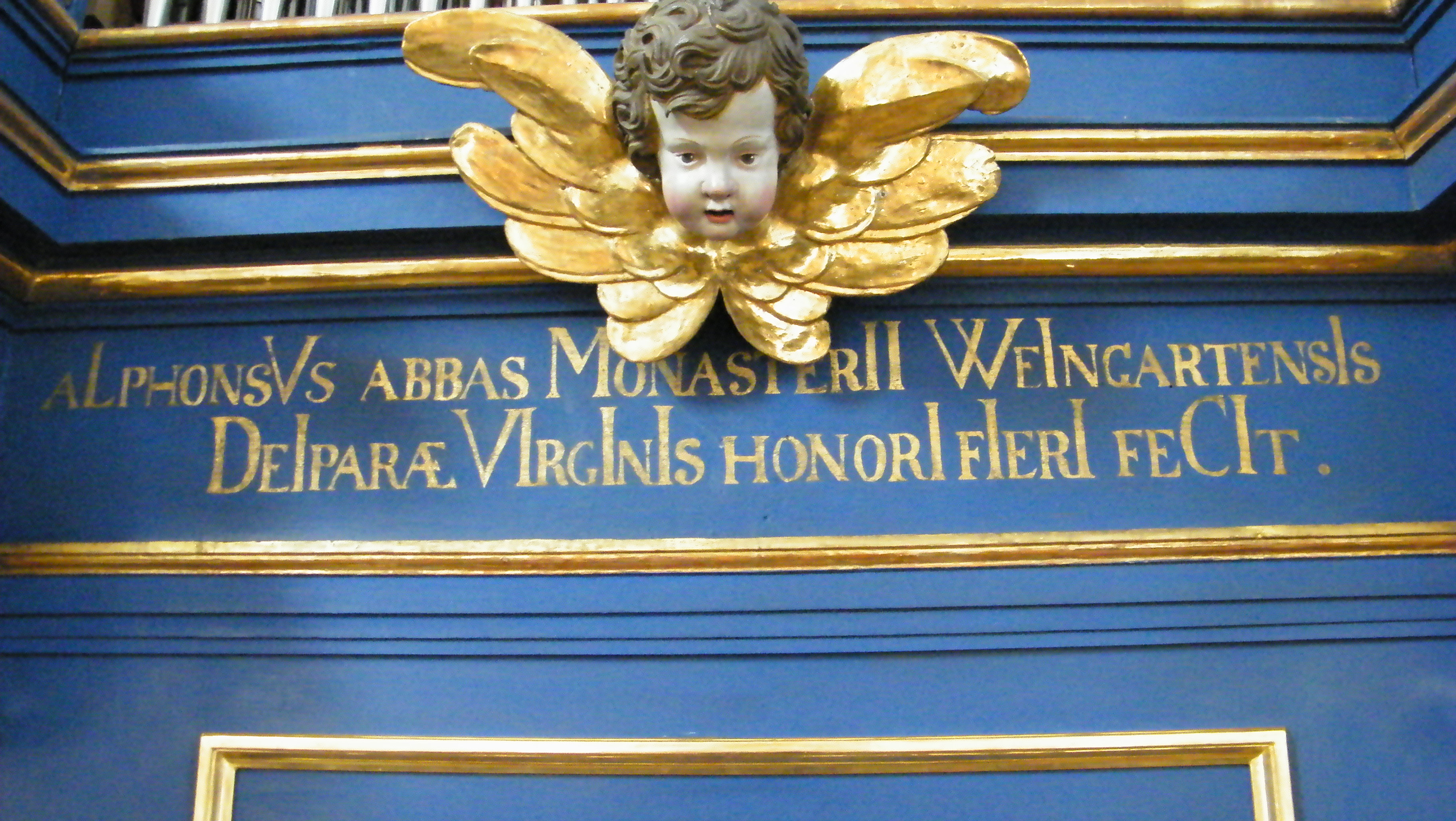
Elegisches Chronodistichon an der 1682 errichteten Orgel von Maria Plain

Als Chronodistichon (zu griechisch χρόνος, „Zeit“, δίς „zweifach“ und στίχος „Reihe, Linie“, siehe: Distichon = „Zweizeiler“) wird ein kleines neulateinisches Gedicht besonders im Zeitalter der Renaissance oder des Barock bezeichnet, in dem durch eine besondere Schrift gekennzeichnete lateinische Zahlbuchstaben eine bestimmte Jahreszahl ergeben.
Ein Beispiel ist die Inschrift auf dem Epitaph des Georg Scherb in Nördlingen, der am 2. Mai 1565 starb:
„sCerbIVs haC terra CorpVs deponere feCIt,

pars MeLIor ChrIstI regna beata tenet“.
Deutsche Übersetzung:
„In dieser Erde ließ Scherbius den Leib aufbewahren,

der bessere Teil hält (sich) in den frohen Reichen Christi auf“.
Die hervorgehobenen Zahlbuchstaben C (=100) + I (=1) + V (=5) + C (=100) + C (=100) + V (=5) + C (=100) + I (=1) + M (=1.000) + L (=50) + I (=1) + C (=100) + I (=1) + I (=1) ergeben zusammen die Jahreszahl 1565, das Sterbejahr. Da in dem Zweizeiler keine anderen Buchstaben enthalten sind, die als Zahlzeichen interpretiert werden könnten, wäre die optische Hervorhebung sogar entbehrlich.
In der Reinform hat das Chronodistichon das Versmaß eines aus einem Hexameter und einem Pentameter zusammengesetzten Verses, so auch in dem angegebenen Beispiel:
„Scérbius hác terrá corpús depónere fécit,

párs meliór Christí régna beáta tenét“.

## Weiteres Beispiel
„SIT  LARIBVS  NOSTRIS  OPTO  CONCORDIA  CONSTANS (I+L+I+V+I+C+C+D+I+C = 859)

NOSTER  ET  ASSIDVO  LVCEAT  IGNE  FOCVS.“ (I+D+V+L+V+C+I+C = 762)

Dominus providebit.
Übersetzung
„Ich wünsche, dass unserm Hause beständige Eintracht beschieden sei

und das Feuer unseres Herdes nie verlösche.

Der Herr wird's versehen.“
Dieses Chronogramm ist unsauber, weil das V in Focus nicht mitgezählt wurde. 859+762=1621 war das Jahr der Erbauung des dritten Hauses am alten Hellweg in Bad Salzuflen.